# Suiza en la Copa Mundial de Fútbol de 1954
Suiza fue una de las 16 selecciones participantes en la Copa Mundial de Fútbol de Suiza 1954, la cual es su cuarta participación consecutiva en un mundial.

## Clasificación
Suiza clasificó directamente al mundial como país organizador del torneo.

## Jugadores
Estos fueron los 22 jugadores convocados para el torneo:

## Resultados
Suiza fue eliminada en los cuartos de final.

### Grupo 4
| País       | J | G | E | P | GF | GC | PTS |
| ---------- | - | - | - | - | -- | -- | --- |
| Inglaterra | 2 | 1 | 1 | 0 | 6  | 4  | 3   |
| Suiza      | 2 | 1 | 0 | 1 | 2  | 3  | 2   |
| Italia     | 2 | 1 | 0 | 1 | 5  | 3  | 2   |
| Bélgica    | 2 | 0 | 1 | 1 | 5  | 8  | 1   |

| 17 de junio de 1954 | Suiza                   | 2-1     | Italia        | Stade Olympique de la Pontaise, Lausanne                 |                                                          |
|                     | Ballaman 18' · Hügi 78' | Reporte | Boniperti 44' | Asistencia: 43 000 espectadores Árbitro(s): Mario Vianna | Asistencia: 43 000 espectadores Árbitro(s): Mario Vianna |

| 20 de junio de 1954 | Inglaterra               | 2-0     | Suiza | Wankdorf Stadium, Berna                                  |                                                          |
|                     | Mullen 43' · Wilshaw 69' | Reporte |       | Asistencia: 43 500 espectadores Árbitro(s): Istvan Zsolt | Asistencia: 43 500 espectadores Árbitro(s): Istvan Zsolt |

| 23 de junio de 1954                                           | Suiza                                    | 4-1     | Italia    | St. Jakob Stadium, Basel                                       |                                                                |
|                                                               | Hügi 14' 85' · Ballaman 48' · Fatton 90' | Reporte | Nesti 67' | Asistencia: 30 000 espectadores Árbitro(s): Benjamin Griffiths | Asistencia: 30 000 espectadores Árbitro(s): Benjamin Griffiths |
| Partido de desempate para definir al segundo lugar del grupo. |                                          |         |           |                                                                |                                                                |

### Cuartos de final
| 26 de junio de 1954 | Austria                                                          | 7-5     | Suiza                               | Stade Olympique de la Pontaise, Lausanne                      |                                                               |
|                     | Wagner 25' 27' 53' · A. Körner 26' 34' · Ocwirk 32' · Probst 76' | Reporte | Ballaman 16' 39' · Hügi 17' 19' 60' | Asistencia: 35 000 espectadores Árbitro(s): Charlie Faultless | Asistencia: 35 000 espectadores Árbitro(s): Charlie Faultless |